# دالتون ديفيس
دالتون ديفيس (بالإنجليزية: Dalton Davis)‏ هو لاعب اتحاد الرغبي جنوب أفريقي، ولد في 19 نوفمبر 1990 في يوتينهاغ في جنوب أفريقيا.